# Homophylax acutus
Homophylax acutus là một loài Trichoptera trong họ Limnephilidae. Chúng phân bố ở miền Tân bắc.